# (7960) Condorcet
(7960) Condorcet – planetoida z grupy pasa głównego asteroid okrążająca Słońce w ciągu 3 lat i 85 dni w średniej odległości 2,19 j.a. Została odkryta 10 sierpnia 1994 roku przez Erica Elsta. Przed nadaniem nazwy planetoida nosiła oznaczenie tymczasowe (7960) 1994 PW16.